# Бернсдорф (окръг Бауцен)
Бернсдорф (на немски: Bernsdorf; на горнолужишки: Njedźichow) е град в Германия, разположен в окръг Бауцен, провинция Саксония. Към 31 декември 2011 година населението на града е 6826 души.